# Alchemilla glaucescens
Alchemilla glaucescens là loài thực vật có hoa trong họ Hoa hồng. Loài này được Wallr. mô tả khoa học đầu tiên năm 1840.

## Hình ảnh

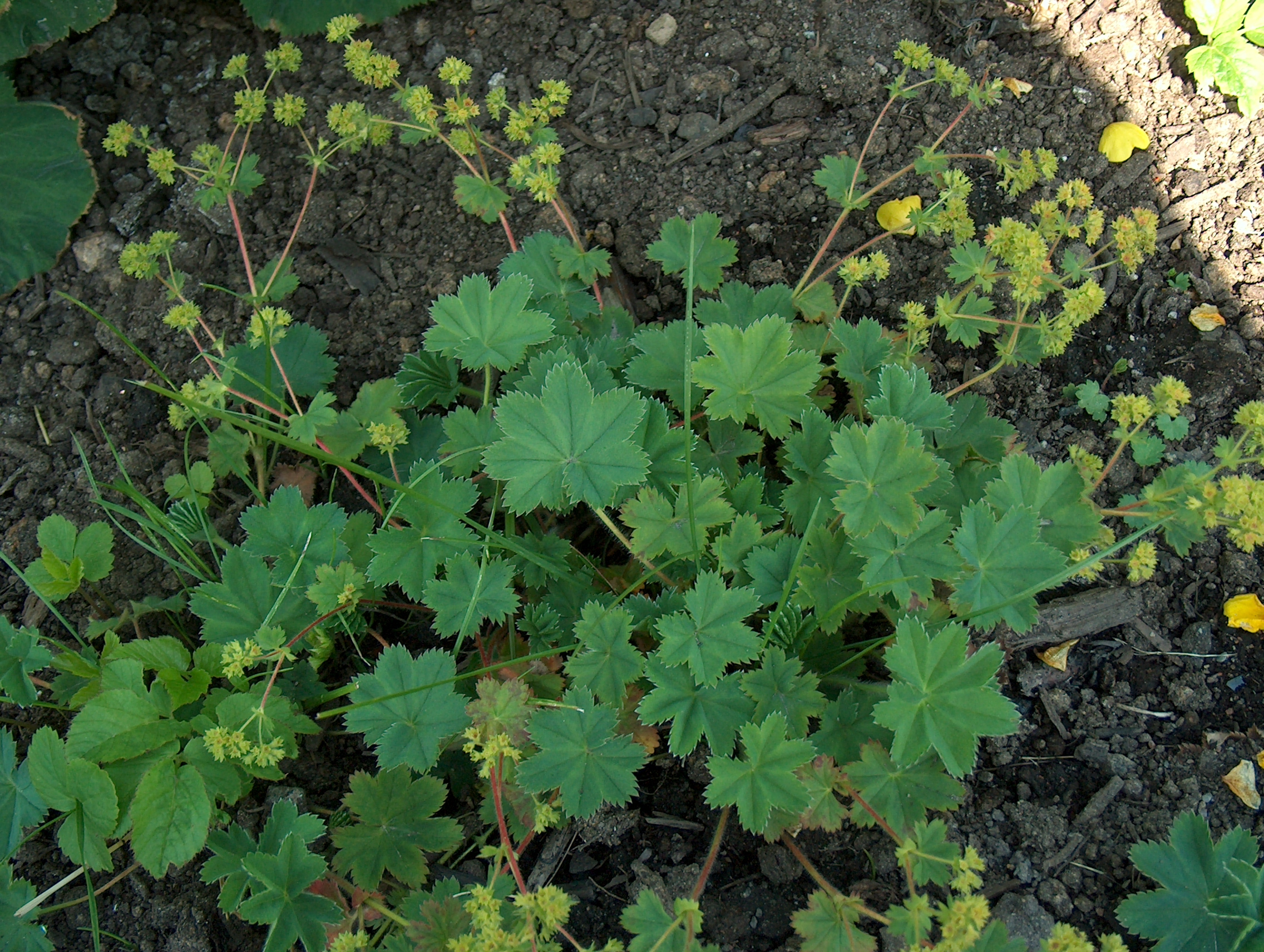
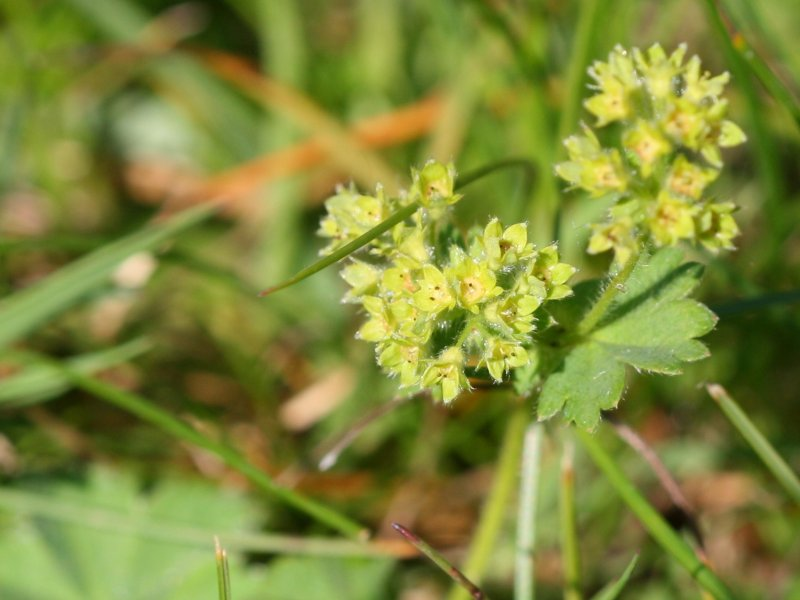
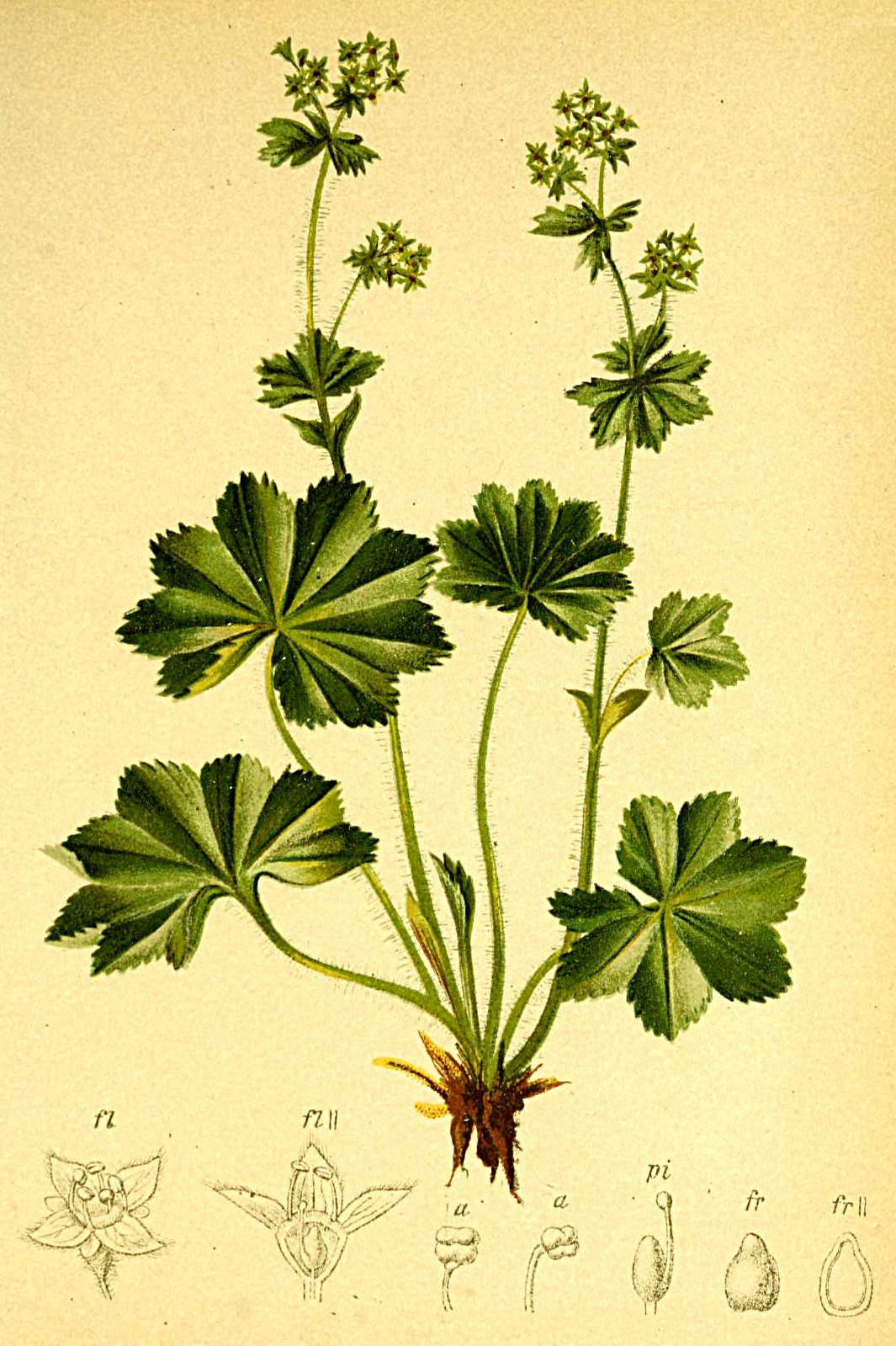